# Castello Hermitage
L'Hermitage Castle è un castello parzialmente in rovina situato nella regione degli Scottish Borders ed è attualmente sotto la tutela dell'Historic Scotland.

## Origine del nome
Il nome del castello sembrerebbe derivare dalla parola francese l'armitage traducibile come corpo di guardia.

## Storia
L'esatta data di costruzione dell'edificio è ignota, ma risale probabilmente al 1240 quando Nicholas de Soules lo fece costruire secondo il tipico modello normanno del Motte e bailey. Esso rimase di proprietà della famiglia Soules fino al 1320, quando William de Soules venne arrestato con l'accusa di stregoneria, specificamente con l'intento di uccidere Roberto I di Scozia, e per questo venne giustiziato e le sue proprietà confiscate. La leggenda vuole che i suoi fittavoli lo abbiano preso e, dopo aver depredato il castello, lo portarono nei pressi del circolo megalitico di Ninestane Rig e lì lo abbiano bollito vivo in un calderone. In realtà è assai più plausibile che egli sia morto in catene a Dumbarton Rock.
Negli anni seguenti l'Hermitage Castle divenne di proprietà degli inglesi fino al 1338 quando Ralph Neville, II barone Neville di Raby (1291circa-5 agosto 1367) fu posto sotto assedio da William Douglas, Lord di Liddesdale che lo conquistò in breve tempo. Alla sua morte, per mano del cugino William Douglas, I conte di Douglas, il castello passò alla famiglia Dacre, ma vi rimase per poco tempo; il conte infatti lo riprese per sé ed iniziò i lavori di restauro che diedero al castello l'aspetto attuale. Pare che i lavori venissero affidati allo scalpellino John Levin che aveva lavorato alla Cattedrale di Durham. Nel 1388 James Douglas, II conte di Douglas morì senza eredi e il castello passò al cugino di suo padre Archibald Douglas, III conte di Douglas; questo fece sì che la famiglia si dividesse in due rami: i Black Douglas, conti di Douglas, e i Red Douglas che si generarono da George Douglas, I conte di Angus (1380-1403), figlio bastardo di William Douglas, I conte di Douglas.
Entro il 1455 i conti di Douglas avevano talmente esasperato Giacomo II di Scozia che questi li privò di ogni titolo o proprietà, incluso il castello, che passò ai parenti Angus. Giacomo IV di Scozia era sospettoso circa la relazione che Archibald Douglas, V conte di Angus (1449-1513) intratteneva con Enrico VII d'Inghilterra e gli ordinò di consegnare l'Hermitage Castle alla corona. Questi venne quindi assegnato a Patrick Hepburn, I conte di Bothwell (morto il 18 ottobre 1508) insieme alla signoria di Liddesdale. In cambio Angus ebbe la Signoria, ma non il contado, di Bothwell.
Qualche decennio dopo il signore del castello era James Hepburn, IV conte di Bothwell e lì vi si recò Maria Stuarda per fare visita al conte ferito poche settimane dopo la nascita del figlio nel 1566. La regina e Bothwell si sposarono nel maggio del 1567, solo pochi mesi dopo la morte del marito di Maria Enrico Stuart, Lord Darnley incuranti del fatto che si sospettasse che egli fosse uno dei cospiratori che aveva portato Darnley alla morte. A seguito della battaglia di Carberry Hill combattuta il 15 giugno dello stesso anno, Maria venne costretta ad abdicare e James, che si sarebbe dovuto confrontare con un'accusa di tradimento, fuggì in Norvegia e tutti i suoi possedimenti vennero confiscati dalla corona. Nel tentativo di rimettere Maria sul trono James venne arrestato dagli uomini di Federico II di Danimarca per aver rotto, tempo addietro, il contratto matrimoniale che lo legava ad Anna Throndsen. Imprigionato al Castello di Dragsholm vi rimase fino alla morte avvenuta il 14 aprile 1578.
Ad ereditare titoli e possedimenti fu il nipote di James, Francis Stewart, V conte di Bothwell. Egli era nipote, per via illegittima, di Giacomo V di Scozia e alcuni lo videro come un buon rimpiazzo per Giacomo VI di Scozia; questo lo portò all'arresto nel 1591 e con l'arresto venne la confisca di ogni suo bene. Due anni dopo ottenne il perdono, ma cadendo ancora una volta negli intrighi di corte perse definitivamente ogni possedimento.
Nel 1594 Giacomo VI donò l'Hermitage Castle a Walter Scott, I lord Scott di Buccleuch, noto Border Reivers e Guardiano delle Marche occidentali.

## La rovina

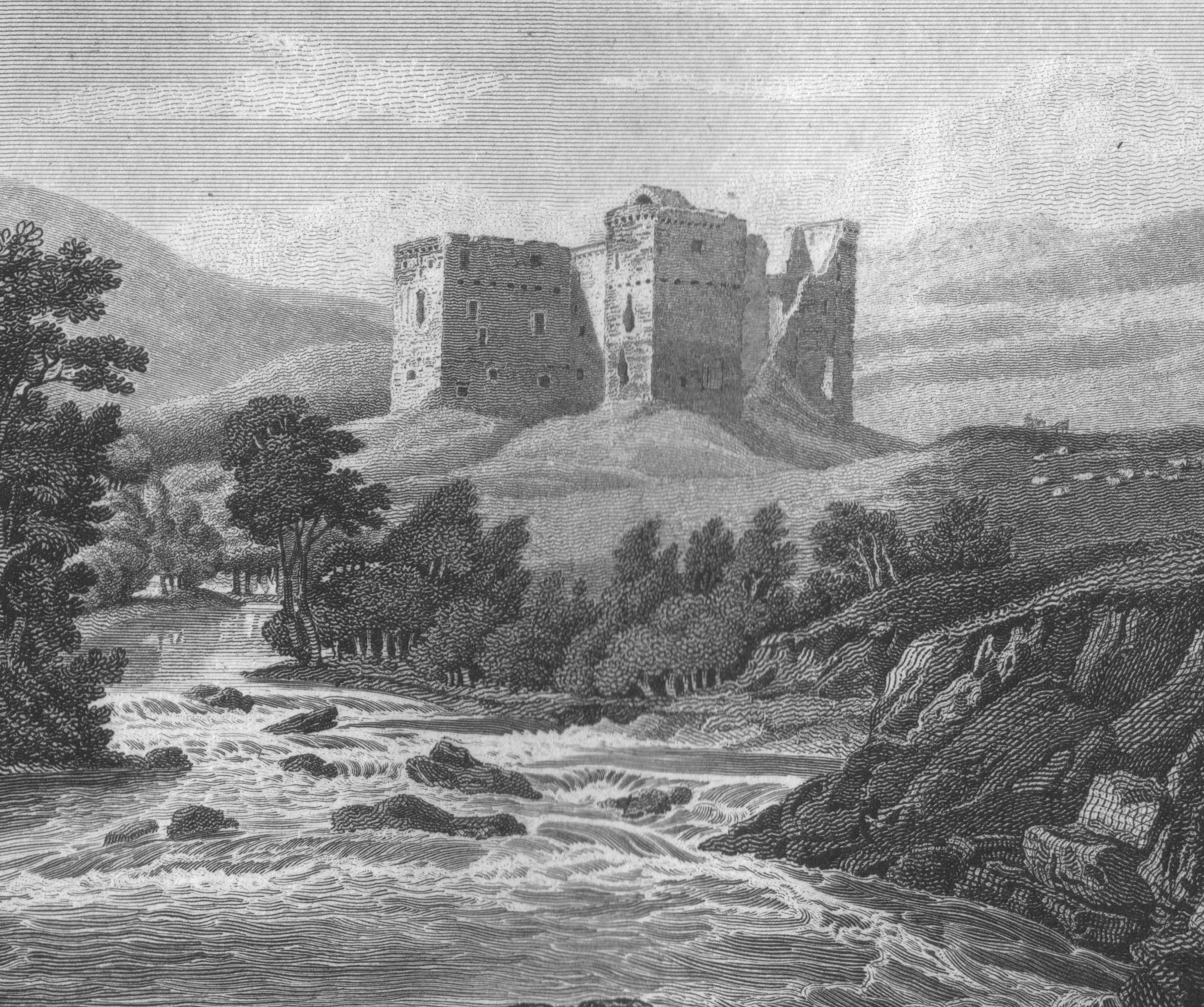
Raffigurazione dell'Hermitage Castle nel 1814.

Quando Giacomo V di Scozia divenne Giacomo I d'Inghilterra alla morte di Elisabetta I nel 1603, l'Hermitage Castle cadde gradualmente in disuso e il suo declino fu lento, ma inesorabile, tanto che già nel XVIII secolo era ridotto, parzialmente, in rovina. Esso diede il nome al Visconte di Hermitage, titolo dato a Henry Scott, I conte di Deloraine (1676-25 dicembre 1730), terzogenito di James Scott, I duca di Monmouth. Il titolo si estinse nel 1803. Nel 1820 Walter Montagu Douglas Scott, V duca di Buccleuch tentò un certo lavoro di restauro ed è interessante notare che egli discendeva, per parte di madre, da un ramo cadetto dei Douglas originali.
La famiglia Scott fu proprietaria del castello fino al 1930, anno in cui divenne di proprietà dello Stato; attualmente è sotto la tutela dell'Historic Scotland ed è aperto al pubblico da aprile a settembre.